# 加藤久智
加藤 久智（かとう ひさとし、1956年2月23日 - ）は、フリーアナウンサー、元IBC岩手放送のアナウンサー。

## 来歴
神奈川県小田原市出身。中央大学卒業後、1978年4月にIBC入社。入社試験で競馬実況をした程の競馬好きであり、1年目から一貫して競馬中継を担当。豊富な知識を生かした実況で知られ、競走馬の血統にも詳しい。異動や退社で競馬中継を離れるアナウンサーが多い中、40年以上途切れることなく実況を続けてきた唯一のアナウンサーであり、長年岩手競馬に携わってきた経験から年度代表馬選考委員の委員長も務める。1999年にはメイセイオペラが勝ったみちのく大賞典の実況が評価され、アノンシスト賞スポーツ実況・テレビ部門で優秀賞受賞。2008年にもアノンシスト賞ラジオ・読みナレーション部門で優秀賞を受賞。2016年3月31日に定年退職したが、嘱託職として引き続き在籍。68歳となった2024年3月31日でIBCを退社し、フリーアナウンサーへ転向。
ミヤギテレビの社員で元アナウンサーの加藤智也は息子で、妻も放送関係に従事。

## 現在の出演番組
ラジオ
- IBCラジオ実況中継 岩手競馬クロス（X）

## 過去の出演番組
テレビ
- 岩手日報IBCニュース
- ニュースエコー
- おしゃべりハウス（ATV、『じゃじゃじゃTV』との交換企画を行っていたため）
- IBC競馬ライブ（実況、かつてはMCを務め、実況は若手が担当していた時期あり）
- ほっとゆだ北日本雪合戦（実況）

ラジオ
- イヴニングナビゲーション（金曜・正式なパーソナリティではないが頻繁に出演）
- イブニングジャーナル（木〜金）
- ラジスポ
- カオス! タレコミ事務所（「カトゥー」として）
- 岩手競馬ダイジェスト
- 岩手思い出の名馬館
- フィッシュ・オン・イワテ[3]
- リクエストマンデー（2014年4月よりパーソナリティとして再登板、裏方に回りディレクターを務めた時期もある）
- スポーツ中継（夏の高校野球岩手大会実況中継・駅伝等）

## 主な実況歴

### 交流重賞
- マイルチャンピオンシップ南部杯（1998年、2008年〜2010年、2012年〜2015年、2017年〜2019年）
- JBCレディスクラシック（2014年）
- JBCスプリント（2002年、2014年）
- JBCクラシック（2002年、2014年）
- マーキュリーカップ（2003年、2016年）
- クラスターカップ（1998年、2020年）

### その他
- みちのく大賞典（1997年、1999年）
- イーハトーブマイル（2020年）
- 南部駒賞（2020年）
- 北上川大賞典（1978年）